# Športni park Stožice
El Športni Parc Stožice és un nou complex esportiu d'usos múltiples i centres comercials a Ljubljana, Eslovènia, que està actualment en construcció. Un cop finalitzat el 2010, s'utilitzarà sobretot per als partits de futbol i serà l'estadi local del NK Olimpija Ljubljana i el pavelló local també del KK Union Olimpija (equip de bàsquet). Tindrà una capacitat de 16.038 espectadors. Es construiran també un pavelló esportiu, garatges subterranis i un centre comercial. El termini per a la terminació de l'estadi i el pavelló és el 30 de juny de 2010 i el 2011 pel centre comercial.
Està previst que la selecció nacional d'Eslovènia inauguri aquest estadi el 18 d'agost de 2010 en un partit amistós contra Austràlia.